# Koriten-Gletscher
Der Koriten-Gletscher (bulgarisch ледник Коритен lednik Koriten) ist ein 5,5 km langer und 1,3 km breiter Gletscher auf der Pernik-Halbinsel an der Loubet-Küste des Grahamlands auf der Antarktischen Halbinsel. Er fließt von den Protector Heights nordwestlich des Wilkinson-Gletschers in südwestlicher Richtung zum Kopfende der Chepra Cove.
Britische Wissenschaftler kartierten ihn 1976. Die bulgarische Kommission für Antarktische Geographische Namen benannte ihn 2015 nach der Ortschaft Koriten im Nordosten Bulgariens.